# Mielichhoferia shevockii
Mielichhoferia shevockii là một loài rêu trong họ Bryaceae. Loài này được A.J. Shaw A.J. Shaw mô tả khoa học đầu tiên năm 2009.